# 130
| [ Edytuj tabelę ] |                                                 |
| Cesarz Chin       | - 125 Han Shundi 144                            |
| Władca Korei      | - 53 T’aejodae 146                              |
| Papież            | - 125 Telesfor 136                              |
| Król Partów       | - 105 Wologazes III 147 - 129 Mitrydates IV 140 |
| Cesarz Rzymu      | - 117 Hadrian 138                               |

Rok 130 / CXXX
stulecia: I wiek ~
II wiek ~
III wiek

lata: 120 «
125 «
126 «
127 «
128 «
129 «
130
» 131
» 132
» 133
» 134
» 135
» 140

## Wydarzenia
Cesarstwo Rzymskie
- Cesarz Hadrian nakazał odbudowę splądrowanej w roku 70 Jerozolimy jako Aelia Capitolina.
- Hadrian odwiedził Palestynę.
- Rozbudowa Aten.
- Spisano Periplus Morza Erytrejskiego. (lub w ok. 95)

## Urodzili się
- Galen, rzymski lekarz
- 15 grudnia – Lucjusz Werus, cesarz rzymski (zm. 169)

## Zmarli
- Ariadna, męczennica
- Antinous, kochanek Hadriana; utonął w Nilu.
- Marinos z Tyru, geograf (ur. 70)